# 伯夫里尼
伯夫里尼（法語：Beuvrigny，法語發音：[bœvʁiɲi]）是法国芒什省的一个市镇，属于圣洛区。

## 地理
伯夫里尼（48°58'5"N, 1°0'16"W）面积6.77 平方千米，位于法国诺曼底大区芒什省，该省份为法国西北部沿海省份，西、北、东北三面环大西洋，东起顺时针与卡爾瓦多斯省、奧恩省、马耶讷省和伊勒-维莱讷省接壤。
与伯夫里尼接壤的市镇（或旧市镇、城区）包括：栋让、富尔诺、维尔河畔圣卢埃、托里尼莱维尔、泰西博卡日。

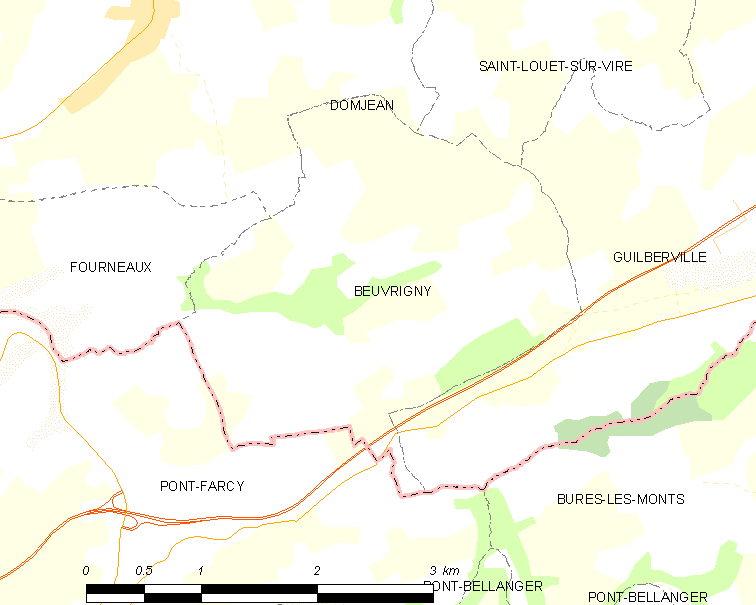
伯夫里尼的OSM定位图

伯夫里尼的时区为UTC+01:00、UTC+02:00（夏令时）。

## 行政
伯夫里尼的邮政编码为50420，INSEE市镇编码为50050。

## 政治
伯夫里尼所属的省级选区为维尔河畔孔代县。

## 人口

1962-2008年间伯夫里尼人口变化图示

伯夫里尼于2022年1月1日时的人口数量为130人。